# Wikariat apostolski Quetta
Wikariat apostolski Quetta (łac. Apostolicus Vicariatus Quettensis; urdu ‏کوئٹہ اپوسٹولک وائسیریٹ‎) – jedyny wikariat apostolski obrządku łacińskiego w Kościele katolickim w Pakistanie w prowincji Beludżystan ze stolicą w Kweta. Erygowany 9 listopada 2001 przez Jana Pawła II jako prefektura apostolska, a podniesiony 29 kwietnia 2010 przez Benedykta XVI do rangi wikariatu apostolskiego. Podlega bezpośrednio (do) Stolicy Apostolskiej.

## Wikariusze apostolscy
- 2001–2020: bp Victor Gnanapragasam OMI
- od 2021: bp Khalid Rehmat OFMCap